# Nhóm ngôn ngữ Iberia-Rôman
Nhóm ngôn ngữ Rôman Iberia, Iberia-Rôman hay đơn giản là nhóm ngôn ngữ Iberia, thuộc nhóm ngôn ngữ Rôman được phát triển trên Bán đảo Iberia, một khu vực bao gồm chủ yếu là Tây Ban Nha, Bồ Đào Nha, Gibraltar và Andorra và ở miền Nam nước Pháp ngày nay, thường được tách thành nhóm ngôn ngữ Tây Iberia và nhóm ngôn ngữ Occitan-Rôman.
Được phát triển từ tiếng Latinh Vulgar ở Iberia, các ngôn ngữ Rôman Iberia được sử dụng rộng rãi nhất là tiếng Tây Ban Nha, tiếng Bồ Đào Nha, tiếng Catalunya và tiếng Galicia. Những ngôn ngữ này cũng có các phương ngữ riêng. Dựa trên sự thông hiểu lẫn nhau, Dalby "đếm được" bảy ngôn ngữ "rộng" hoặc các nhóm ngôn ngữ: Galicia-Bồ Đào Nha, Tây Ban Nha, Astur-Leon, Aragon "rộng", Catalunya "rộng", Provençal + Lengadocia và Gascon "rộng".
Ngoài những ngôn ngữ đó, còn có một số ngôn ngữ creole có nguồn gốc Bồ Đào Nha và ngôn ngữ creole có nguồn gốc từ Tây Ban Nha, ví dụ tiếng Papiamento.

## Nguồn gốc và sự phát triển

Bản đồ ngôn ngữ tại Tây Nam Âu.

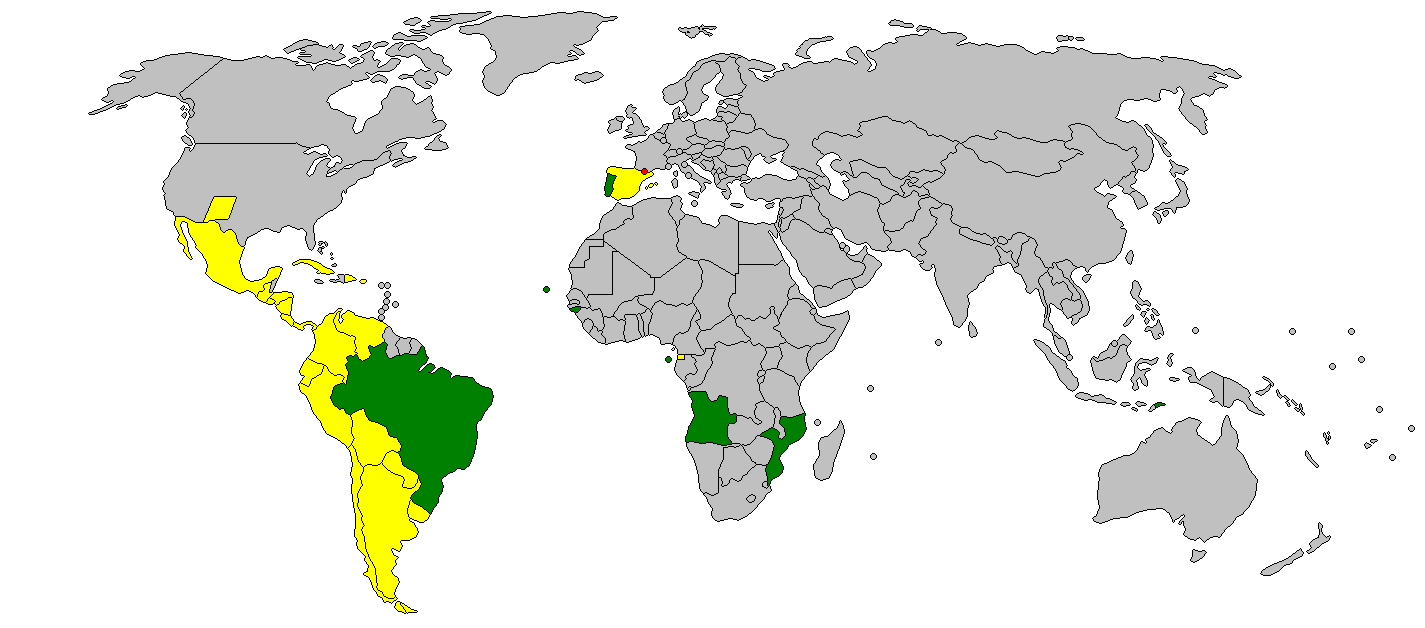
Ngôn ngữ Iberia-Rôman trên toàn thế giới